# رامز كريموف
رامز كريموف (بالأذرية: Ramiz Kərimov)‏ هو لاعب كرة قدم أذربيجاني في مركز حراسة المرمى، ولد في 4 أغسطس 1981 في باكو في أذربيجان. لعب مع نادي خزر لنكران ونادي كشله.